# کلاغ سیاه

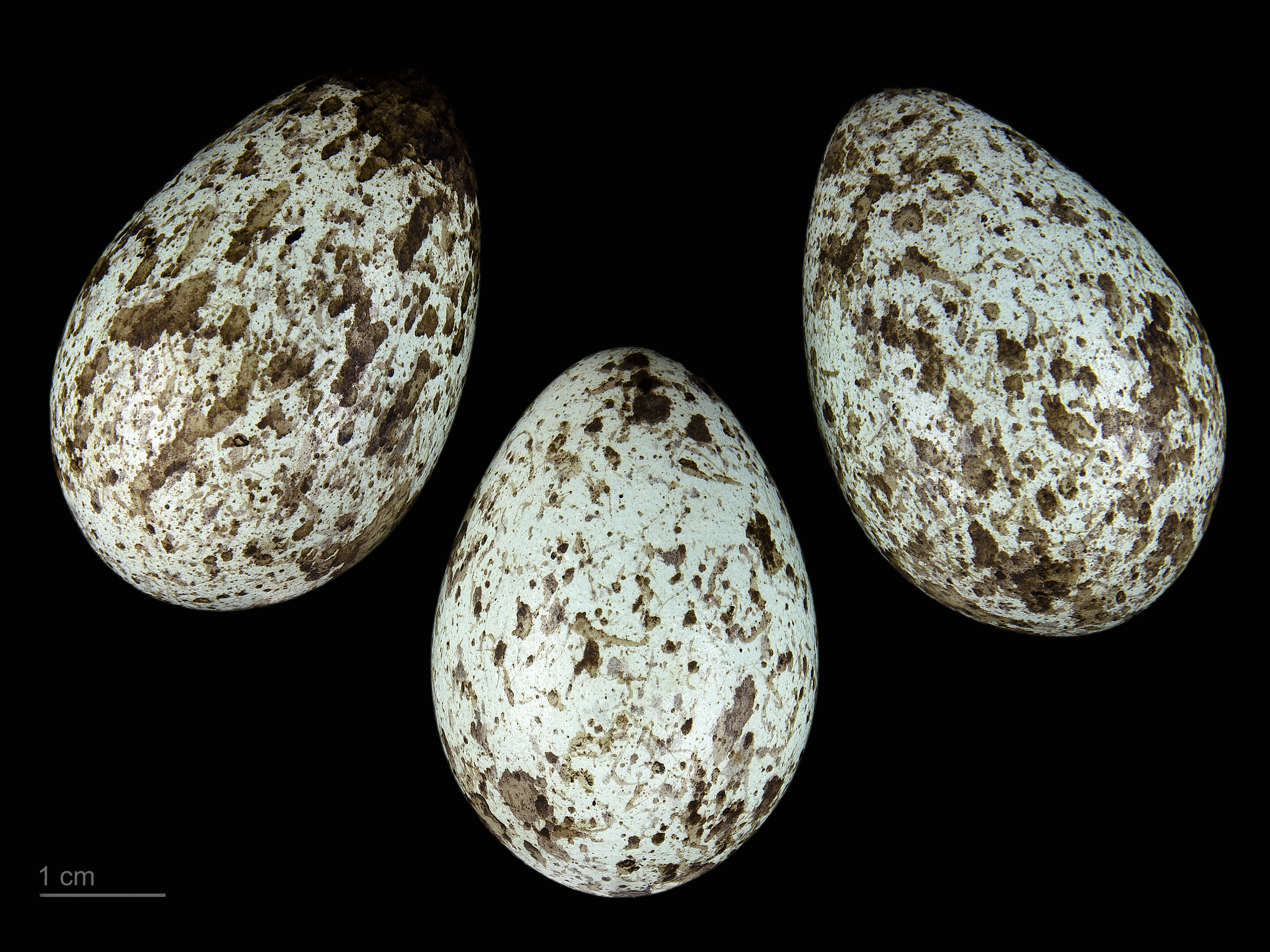
Corvus frugilegus

کلاغ سیاه (Corvus frugilegus) پرنده‌ای از خانوادهٔ کلاغان است. ۴۵ تا ۴۷ سانتی‌متر طول دارد و از دیگر کلاغ‌ها با پوشش کاملاً سیاه بدن، منقار خاکستری مایل به سیاه و پوست خاکستری صورت متمایز می‌شود.
کلاغ سیاه پرنده‌ای اجتماعی است و در گله‌های بزرگ دیده می‌شود. به‌خوبی با زندگی در کنار انسان‌ها انطباق یافته و در برخی شهرها جمعیت زیادی دارد. کلاغ سیاه بومی اروپا و آسیا است و به‌صورت رهاسازی‌شده به نیوزیلند هم راه یافته است.
کلاغ سیاه همه‌چیزخوار است اما غذای اصلیش را لارو حشرات و کرم خاکی تشکیل می‌دهد و در نواحی شهری از زباله‌های انسانی هم تغذیه می‌کند.
کلاغ سیاه یکی از باهوش‌ترین پرندگان است و برخی دانشمندان مهارت وی را استفاده از نوک خود برای ساختن و استفاده از وسایل ساده با مهارت شمپانزه در استفاده از دست‌هایش مقایسه می‌کنند.
جمعیت کلاغ سیاه در سراسر دنیا بین ۶۱ تا ۲۱۶ میلیون برآورد می‌شود.